# Cosmosoma biseriata
Cosmosoma biseriata är en fjärilsart som beskrevs av William Schaus 1898. Cosmosoma biseriata ingår i släktet Cosmosoma och familjen björnspinnare. Inga underarter finns listade i Catalogue of Life.